# ルナティック・ムーン
『ルナティック・ムーン』は、藤原祐/著、椋本夏夜/イラストの小説（ライトノベル）。電撃文庫（メディアワークス）より2003年9月から2005年4月まで刊行。

## ストーリー
物語の舞台は、200年以上前に起こった「混乱」と呼ばれるカタストロフィーによって荒廃してしまった近未来の世界。そしてそれにより生まれた、別の生物同士が融合したかのような奇怪な姿をした生命体「ケモノ」というものが存在している。
「混乱」の影響を受けたのは動物たちだけではなかった。人間の中で、体の一部に人間には本来あるはずのない、他の生き物の体の部分（変異）が発現している者たちは「変異種」、そうではない、普通の者たちは「純血種」と言われていた。
純血種の人間たちが居住する機械に囲まれた機械都市「バベル」、その地下に広がる変異種たちが住むスラム。主人公イルは、変異種でありながら体に変異を持たない異質な存在だった。そのため周りの人々から孤立していた。しかも、彼には名がなかった。イルというのは名字であり、だからイルは「名無し」と呼ばれ軽蔑される日々を過ごしていた。
しかし、ある事件をきっかけに、イルの隠された能力、運命が動き出す。

## 登場人物
ルナ＝イル [Luna Ill]
機械仕掛けの塔「バベル」直下のスラム街出身。父親はトマージ＝イル、母親はルナ＝ソーシア。第四稀存種。
『月』『生命の実』『滴り堕ちる影』。試作単体戦術兵器（トライ・オーバーキラー）。
掌に現れる月に似た濃密な瘴気の塊である『凶玉』（まがたま）によって有機物を腐敗させる。
特異器官は「崩壊器官『憑黄泉』（つくよみ）」。
漆黒の髪に同色の目。母親と同じ名前であるルナという名は母の存在を隠すために隠匿され「名無し」と呼ばれていた。トツメに殺されかけたことで稀存種として孵化する。ルルやトマージ、キキトがケモノに殺される中、稀存種という存在を問い、その答えを探すためにエデンに入隊する。
シオン＝エシュ [Sion Ash]
単相区出身のウェポン。左腕の肘から下に『魔女の剣』と称される無数の刃を顕わす変異を持つ。その変異によって幼い頃から恐れられ『化け物の子』と恐れられ、その家族もまた蔑まされていた。そして、弟が殺されてしまったことによって母親は自殺、父親はシオンを殺そうとするがその変異で父親を殺してしまう。それが引き金になって集落の人間がシオンを殺そうとするが全て返り討ちにあい全滅する。（その後、その集落の生き残りにティーがいることが分かる）。エデンの中ではケモノを倒すこと強くなること以外は眼中に無く、他のウェポンとも交流を持とうとしなかったため孤立して、その灰色の髪と変異の恐ろしさとから『灰被りの魔女』と蔑称される。しかし、ルナ＝イルと知り合い、それが彼女を変える事になっていく。
幼い頃、自らの変異を憎んでつけた傷がまだ残っており、他人に見られないよう戦闘服の左の袖だけ長くなっている。
フィオナ＝レスファ [Fiona Respha]
ルナ＝ソーシアを姉のように慕っていた女性。そのせいかルナ＝イルに対して包容的。第一稀存種。
『天使』『樹の枝』『識る羽根』。試作単体戦略兵器（トライ・メガデス）。
特異器官は「祝福器官『ガブリエル』『カマエル』『ラファエル』『ザキエル』『アナエル』『カシエル』」。
第一から第六まで並行萌芽した状態は黙示形態『セラフ』。
広げた翼から放つ羽で対象を縫いとめ動きを封じ、炎を纏った羽では対象を焼き払う。また、翼は滑空にも使えるほか、防御用の羽もある。名前の由来は歌手のフィオナ・アップル
カロマイン＝セク [Karomine Sec]
白髪と緋の目を持つ男性。第六稀存種であるロイド＝オドに愛情とも取れる憎悪を抱く第二稀存種。
『悪魔』『樹の根』『染まる翼』。発展型単体戦略兵器（プロ・メガデス）。
特異器官は「全滅器官『死人』（ファウスト）」。全滅形態は『詩人』（ゲエテ）。
『自らの血、もしくはそれを混ぜた液体』である『血晶』もしくは『結漿』を繰り、攻撃する。他人の血液中に血晶を侵入させると、その体を支配することができる。
エンダ＝カーラ
他の稀存種と違い、子孫を残すことなく誕生から現在までを生き続ける唯一の存在。第三稀存種。
かつてのウエポン司令部特別参謀。ロイド＝オドに興味を持ち、ともに行動する。ロイド曰く『人形』。
『太陽』『知恵の実』『輪還する光』。完全単体（アルファオメガ）。
特異器官は「『永久器官』」。
通常の傷はもとより、稀存種の特異器官による攻撃も効かないうえに、頭部の傷も再生できるが、自らは特異器官をもたない。
イユ＝イエール [Iyu Yale]
萌葱色の髪の少女。特別区域にて保護され、その身は諜報部に預けられることになる。しかし、諜報部での殺人の任務を言われるがまま続けていくうち、精神が破綻してしまう。第五稀存種。
『麒麟』『陸の獣』『歪める匣』。最終単体戦略兵器（ラスト・メガデス）。『麒麟』『ベヘモト』『創造の獣』。
特異器官は「救済器官『罪女の夢』（パンドラズ･トイズ）」。
自らが定義した空間を捩じったり、潰したりと自由に操ることで攻撃する。
ロイド＝オド [Roid Odd]
青い髪が特徴的な男性。かつてのウエポン特別総轄。以前、想い人に殺されかけた反動で『羽化』し、その反動による行動に絶望、『バベル』に憎悪し、敵対する組織『フルブルー』を設立する。第六稀存種。
『蛟』『海の獣』『壊す真円』。発展型単体戦術兵器（プロ・オーバーキラー）。
特異器官は「消滅器官『睚眦』（がいさい）」。
『蛟』『破壊する蛇』『龍の王』『レヴィアタン』。
触れたものを分子レベルに分解する能力をもつほか、この応用で、他人に自らの記憶を見せることができる。
リデル＝ユルングルス
第七稀存種。『名称なし』。完全兵器（アルティメット）。特異器官は「『混乱器官』」。
有機物、無機物を問わず、対象を取り込むことができる。
この特異器官を用いて『繭』が作られた。
レイン＝リィン [Lain Liyn]
エデンのウェポン管理部副部長。純血であるが、変異種であるウェポンに対しても隔てなく接する。そのため、一部のウェポンには根強い信頼がある。女性。ウェポンの中で孤立していたシオンに対して特に優しく接しており、慕われている。
まだエデンに入ったばかりの頃、ロイドに恋心をいだいていたが、彼がエデンから失踪してから、その想いは内に秘めていた。しかし、フルブルーを設立した彼がエデンに敵対していると知り、動揺する。
ルナ＝ソーシア
ルナ＝イルの母親。エデン始動時、唯一力を目覚めさせていた稀存種であり戦力の中核であった。15年前にエデンから失踪。（本編の）10年前にロイドによって殺害。
トマージ＝イル [Tomage Ill]
スラム西区のボス。ルナとルルの父親。元ウェポンだが、変異を隠せなくなってしまったためにエデンを辞め、ルナ＝ソーシアを追って、エデン下のスラム西区に定住するようになる。子連れにもかかわらず、ずば抜けた強さを誇ることから「子連れのトマージ」と恐れられる。右手に蟹の鋏の変異を持つ。ルナ＝ソーシアを亡くしたことを悔やんでおり、ルナ＝イルを過保護に扱うあまり厳しくなってしまう。ルナとルルをケモノから守ろうと戦い死亡。
ルル＝イル
トマージの娘で、ルナ＝イルの腹違いの姉にあたる。右足を蟹のような甲羅に覆われている。ケモノによって死亡。
キキト＝ケイト [Kikt Keit]
南区にすむ少女、娼婦をしている。15歳。右足を赤黒いヘビの鱗に覆われている。ルナと出会い、友達になる。ルナに好意と思われる感情を持っていたが、シュシュに寄生したケモノに喰われる。
シュシュ＝ケイト [Shush Keit]
キキトの妹。第一位変異種でエデンのウェポン。指に毒牙を表すことができる。シオンに憧れていた。戦闘時、体内にケモノのタマゴを産みつけられケモノに体を乗っ取られてしまう。
ウィム＝クラウト [Wim Cloud]
ルナ＝イルのエデンでの教育係となる青年。粘度の高い蜘蛛の糸を変異として持つ。戦闘中にルナの目の前で死んでしまう。
セール＝ルウジュ [Sayl Ruwge]
シュシュと仲の良かったウェポンの女性。シュシュの死の原因をシオンに追及する。エデン内で発生したケモノに襲われ重傷をおってしまう。
ウェポンの中では姉御肌で、少しずつシオンに歩み寄り、ウェポンたちの輪に加えたのも彼女である。
変異は手から生える細い針のようなもので、電撃を発生させる。
イーノ＝ユア
ウェポンの女性。フルブルーのエデン侵攻作戦に利用され、体に『繭』を埋め込まれ、死亡してしまう。
リカ＝エニ [Rica Eni]
セールと仲のよいウェポンの少女。変異は手から出せる墨で、主に戦闘の補助を担当する。
メインシー＝カウツ
レインと同期でありながら、権謀術数を駆使した結果、諜報部部長にまで登り詰めた女傑。彼女を盲信する部下も多いが、容赦なく駒として利用する。
トマズ＝ハニヴァー
まだ少年ながら、エデンの経営部部長を務める人物。明晰な頭脳の持ち主であるが、これは彼の出生に秘密がある。
ジャク＝メイ
珍しい変異をもつ変異種を捕まえて、特殊な趣味の人物に売り払うという商売をしている男性。過学技術の用いられた建物に住んでいるが、周りの森に多数のケモノが棲息しているため、定期的にエデンを呼び、駆除を依頼している。
自らを純血だと思い込んでいたが、実は変異が隠し持っていた。また、イユを手に入れるために集落を全滅させたことをエデンに気づかれそうになったことで、発狂する。
ミーシャ＝メイ
ジャク＝メイの妻。変異種を毛嫌いしており、エデンのウェポンたちにも不快感を持っているが、表には出さなかった。
しかし、純血種によるケモノ駆除組織フルブルーの存在を知り、ジャクに内緒で駆除を依頼する。
ジャクがフィオナと対峙した際、彼をかばおうとして、逆に後ろからジャクの変異により貫かれ、死亡する。
ティー＝ティカ
蝶の羽の変異を持つ少女。シオンと同じ集落の出身で、おそらく唯一の生き残り。
幼い頃は醜い変異を持つシオンをさんざん虐めており、シオンの弟も彼女が殺させた。
集落壊滅後、ジャクに拾われて暮らす。
スミタ＝リタ
頭に猫の耳の変異を持つ少女。変異が頭にあるため、脳にも若干変異があり、知能がやや低い。
ティーには懐いているが、本能でその力を感じ取っているのか、イユには近寄ろうとしない。
ミュリエル＝タイラー
ロイド＝オドの妻。もともと機械都市『ノア』の有力者の血筋であったことから、ロイドに利用された形の夫婦である。ロイドにより脳を操作され、また肉体強化も受けているので、純血種ながら高い戦闘能力を発揮する。
キャロル＝ユルングルス
エデン本総括の男性。
エロイーズ＝タイラー
ミュリエルの妹で、エンダの身の回りの世話をしている。感情の起伏の少ないエンダに育てられたため、本人もまた、喜怒哀楽の欠如した性格になってしまっている。
トツメ
トマージの部下で、ルナ＝イルと比較的親しかったが、幼馴染を殺されたためルナを殺そうとする。ルナの力の発現で、瘴気を体に受けることになってしまった。
マーク＝スコル
エデンのウェポン。セールと結婚する。
シビル＝ベス
ロイド＝オドの想い人。

## 用語
稀存種（きぞんしゅ）
他に類を見ない高い自己治癒能力、交配によっても混在、変化しない固有遺伝子の恒常性を有する特別な変異種。7種存在する。『御使い』『神と人との混血児』。『孵化』することでその能力を開花させ、『羽化』することによって初めて兵器として完成する。
変異種（へんいしゅ）
『混乱』以降生まれるようになった、体に変異を持つヒト。『混じりもの』。不完全な形でしか遺伝されない。
第一位変異種（だいいちいへんいしゅ）
変異を隠すことができる変異種。エデンのウェポンには第一位変異種しかなることができない。変異を隠すことを蔑まれて『擬態』とも呼ばれる。
純血（じゅんけつ）
変異を持たないヒト。変異種の対としてこう呼ばれる。
奇性生物（きせいせいぶつ）
『混乱』以降に現れた異形の生命体、あらゆる生物の体の器官をもち、それが交じり合っている。その生態については多くが不明。汚れた存在という意味で『ケモノ』と呼ばれる。第一種から第五種といった風に区分けされる。
特異器官（とくいきかん）
各稀存種に備われている特殊な器官。
混乱（こんらん）
約240年前に発生した事件。その具体的なことははっきりとしないが、この『混乱』以降、『過学』の知識は失われ。ケモノが発生し、変異種が生まれた。
過学（かがく）
『混乱』以前に発展していた技術。『混乱』によってその知識は失われたが、その技術は非常に高度なもので、解明不可能なものをいくつも抱えている。
バベル
金属でできた機械都市として聳え立つ塔。ケモノに対する絶対的な防御手段、監視用有機衛星『カダス』と兵器『火』を持ちその進入を許さない。足下にスラムを抱える。
機械都市（きかいとし）
世界に数箇所ある過学を用い金属によって作られた都市。防衛機能を備えており、ケモノの危険から逃れられることができる。
エデン
奇性生物殲滅を目的とされ20年ほど前に設立された施設組織。バベルの第13階層に本部がある。
ウェポン
エデンの擁する対奇性生物用戦闘員。第一位変異種又は稀存種が所属している。
聖域（せいいき）
純血のヒトのみが住む集落。
隔離地（かくりち）
変異種のみが住む集落。
揺籠（ゆりかご）
過学により生みだされた準光速移動機関。その原理、構造などは『混乱』により不明となってしまっている。ウェポンたちは通常これに乗り目的地へと赴く。
金属（きんぞく）
金属は大変貴重で通貨として用いられる。ルナやルルが持つ金属の小刀などは大変珍しい。
生体金属（せいたいきんぞく）
通称『イキガネ』。過学で生み出された色々な機能がある金属。発光金属、放熱金属、発熱金属などがある。高価で取引される。

## 既刊一覧
- 藤原祐（著）・椋本夏夜（イラスト）、メディアワークス〈電撃文庫〉、全5巻
  - 『ルナティック・ムーン』、2003年9月10日発売[1]、ISBN 4840224587
  - 『ルナティック・ムーンII』、2003年12月10日発売[2]、ISBN 484022546X
  - 『ルナティック・ムーンIII』、2004年5月10日発売[3]、ISBN 4840226873
  - 『ルナティック・ムーンIV』、2004年11月10日発売[4]、ISBN 4840228450
  - 『ルナティック・ムーンV』、2005年4月10日発売[5]、ISBN 4840230226